# 一中商圈
24°08′50″N 120°41′09″E / 24.1471065°N 120.6857698°E

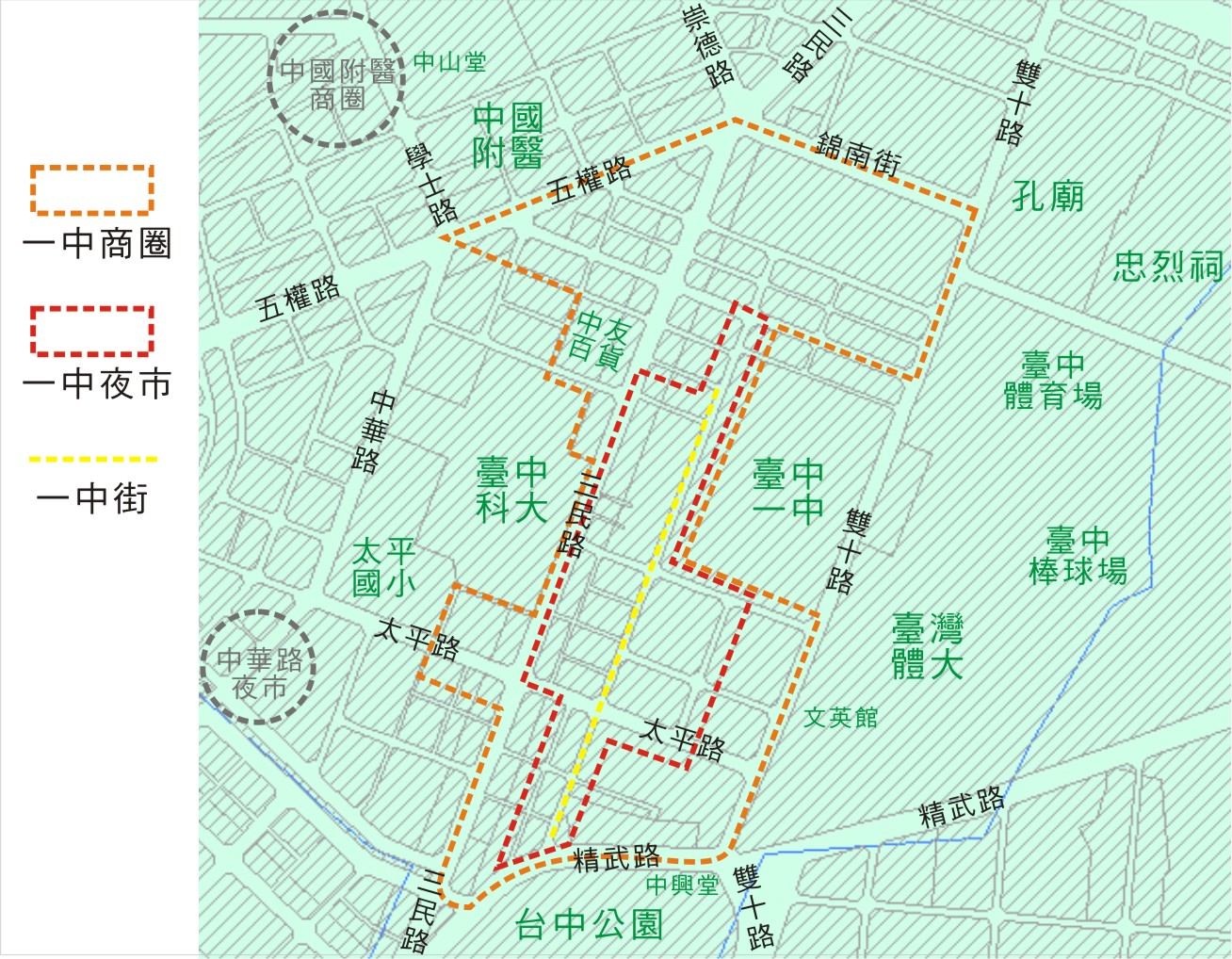
一中商圈示意圖

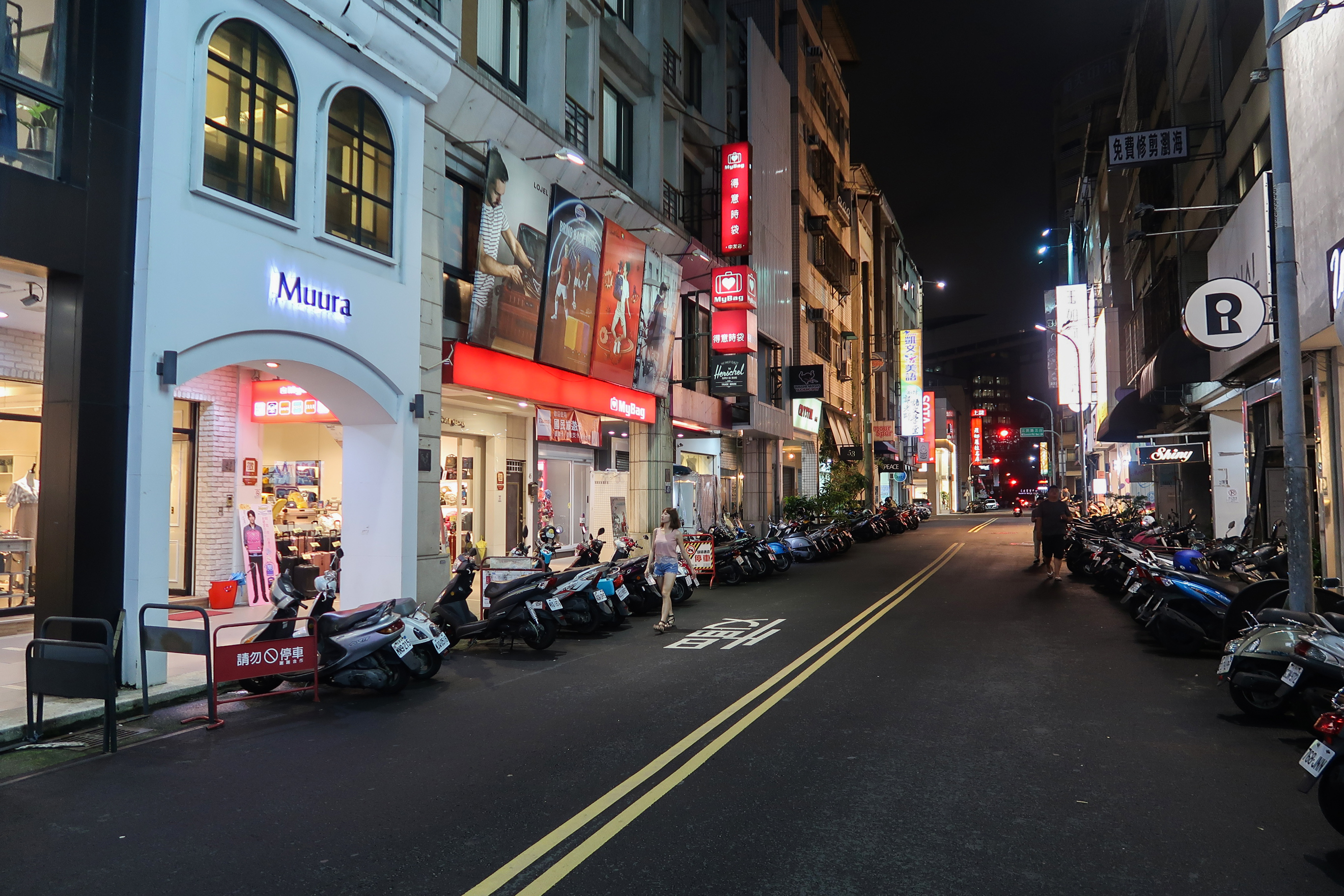
錦新街的商店（2019年）

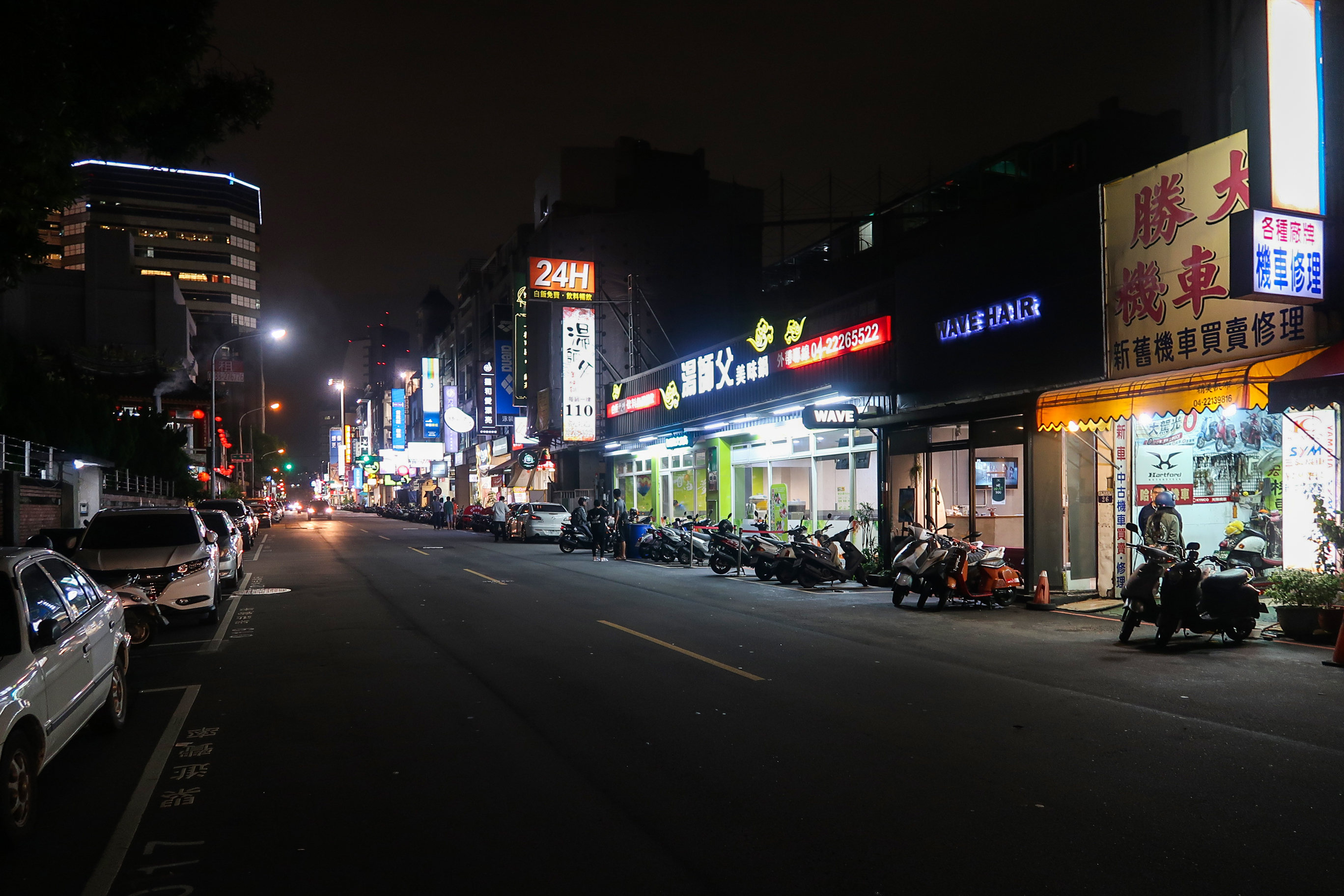
育才北路的商店（2019年）

一中商圈（亦稱一中街商圈、台中一中商圈、台中一中街商圈）是位於臺中市北區的大型商圈，範圍以一中街為核心，向外包含三民路、太平路、育才街與育才南街、育才北路。1980年代，水利大樓與來來百貨相繼落成啟用，亦有補習班群聚在此，逐漸成為臺灣中部高中生聚集處，帶動形成典型的大型學生商圈。2006年據國立中興大學調查為台中市最受歡迎的商圈，亦為交通部觀光署的2024年度臺中市觀光景點人次排名的第一名（近700萬人次）。

## 簡介
一中商圈是以臺中一中旁的一中街為主體，區域內還有國立臺中科技大學與臺中市北區太平國民小學，南面台中公園、中興堂、市立精武圖書館與三民路婚紗街，東臨以臺中一中、國立臺灣體育運動大學、文英館、臺中體育場、台中棒球場、孔廟、忠烈祠、救國團、雙十國中、力行國小形成的大型文教區域，北連以中國醫藥大學附設醫院形成的中醫商圈。
當時周圍零星補習班萬餘名學生之飲食需求為商圈之雛型，當時僅有幾家自助餐店與文具店、舊書攤，直到十餘年前台中農田水利會的水利尊賢大樓完工後，十幾家大型連鎖補習班移入，同時亦有來來百貨台中店成立，使得一中商圈開始形成，後有中友百貨進駐再擴大商圈範圍，帶來了更多的人潮與巨大的商機，亦使得此區的三民路成為台中市交通流量與公車路線最大最多的道路之一。

## 特色
平日商圈營業時間與高中下課時間同步，約下午5點多人潮開始聚集，大部分為趕著補習的高中生，因此「便宜、份量多」為商圈飲食之特色。假日則早晚都是人潮滾滾，多為外地觀光客，和平日穿著制服的高中生們形成不同的風情。
一中商圈另一特色為同類型商店會聚集，短短的育才街聚集了十數家知名眼鏡連鎖店，而體育用品店沿著太平路連成一線，在激烈競爭下價格比外地便宜不少，貨比三家更增加購物樂趣。此外沿著三民路，髮廊及美髮沙龍店家林立，並與台中市傳統的三民路婚紗街相接。
近年來隨著媒體大幅報導以及市政府有計劃的推動下，商圈型態將以青少年流行文化為主題定位。隨著商圈北部的益民建設一期「一中西門町」、銳豐建設「銳豐一中街」、與益民建設二期的「一中新天地商圈」以及精武路一中街口的店面建案相繼加入，使得一中商圈範圍不斷擴大。
一中街被認為是台灣中部的青少年流行文化指標地，同時亦常見打扮入時的年輕世代，其地位等同於東京的澁谷、首爾的明洞和台北的西門町。

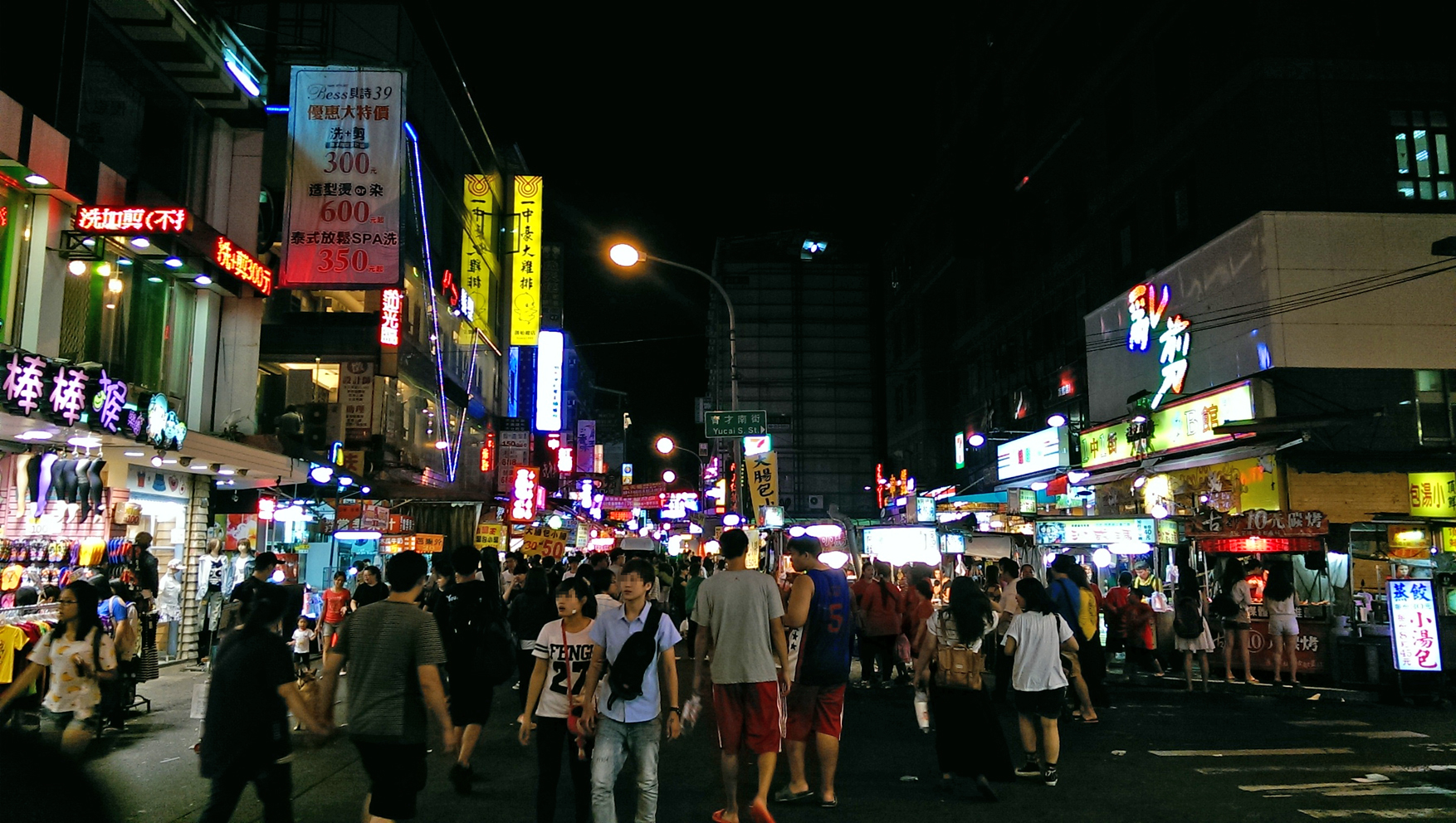
夜晚的一中街(攝於育才南街口)
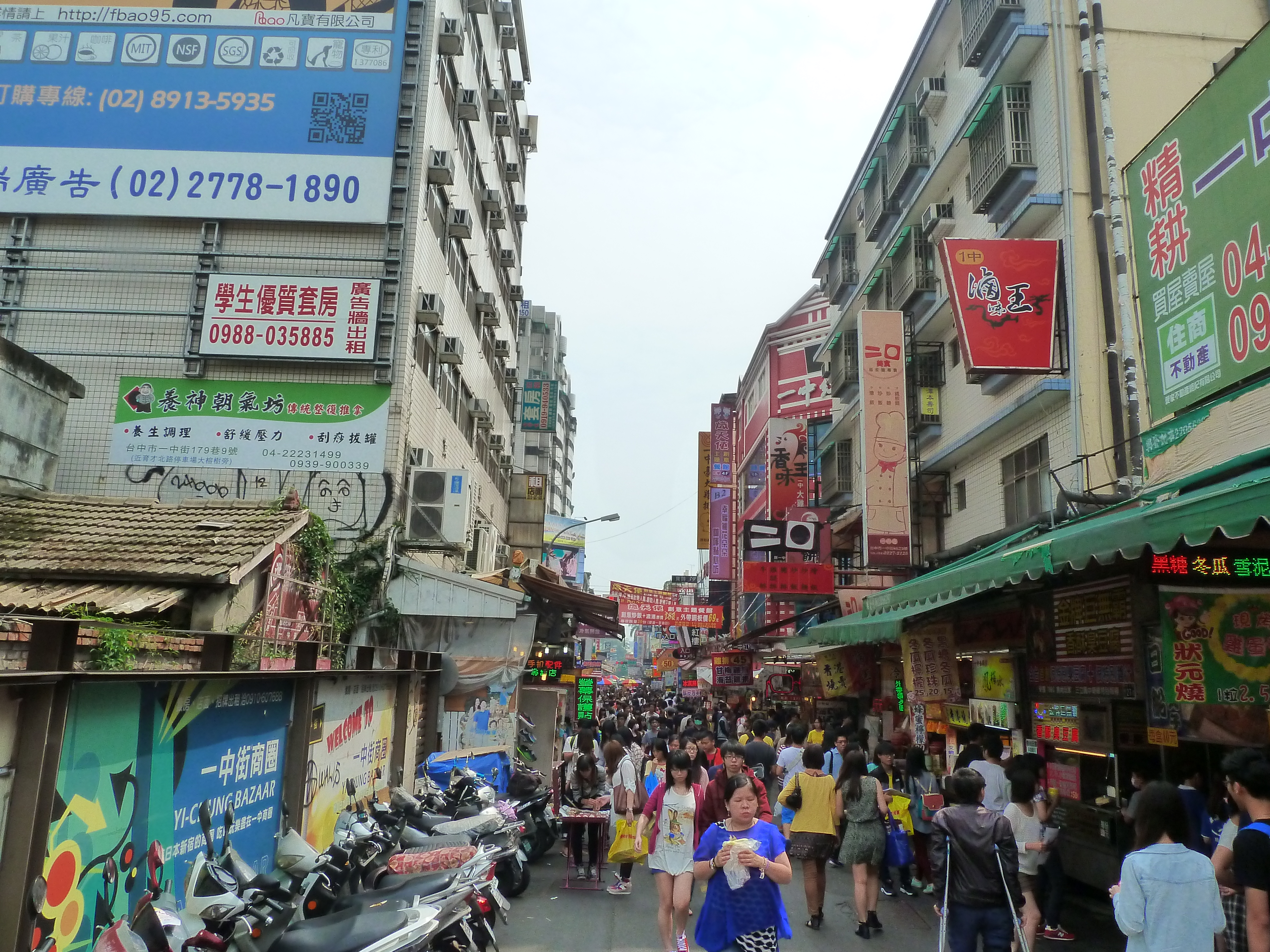
白天的一中街(攝於育才街口)
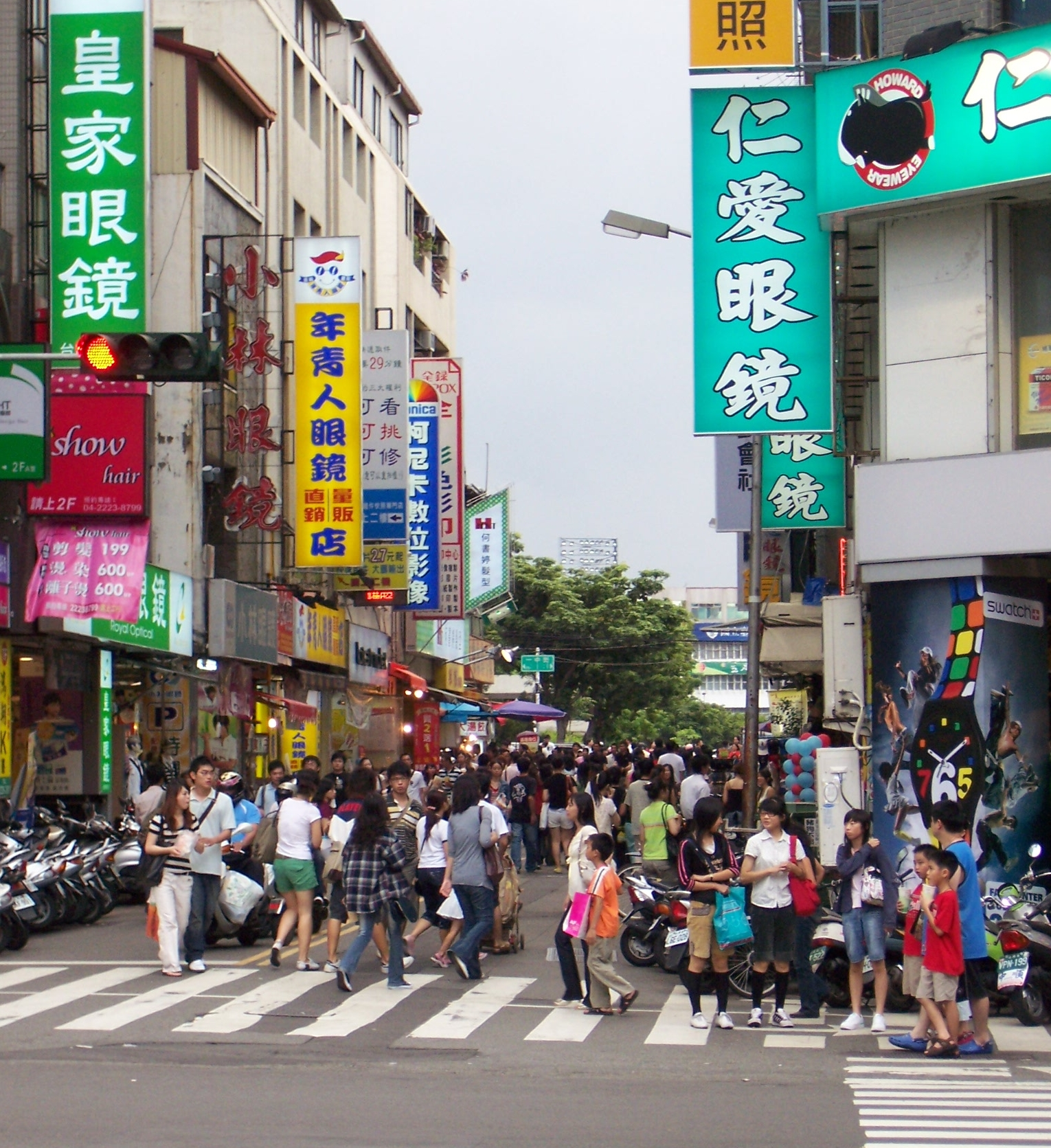
商圈內育才街（眼鏡街）的人潮
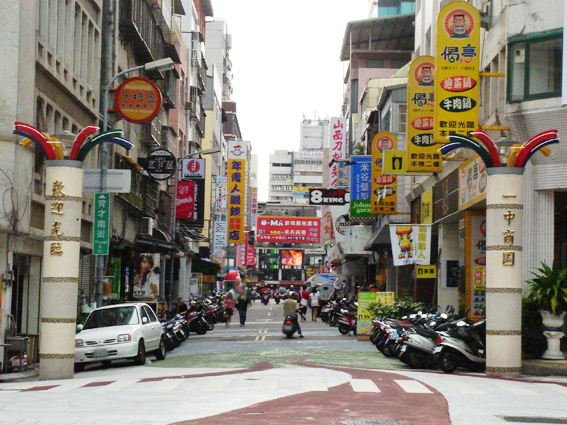
育才南街與雙十路口的商圈入口
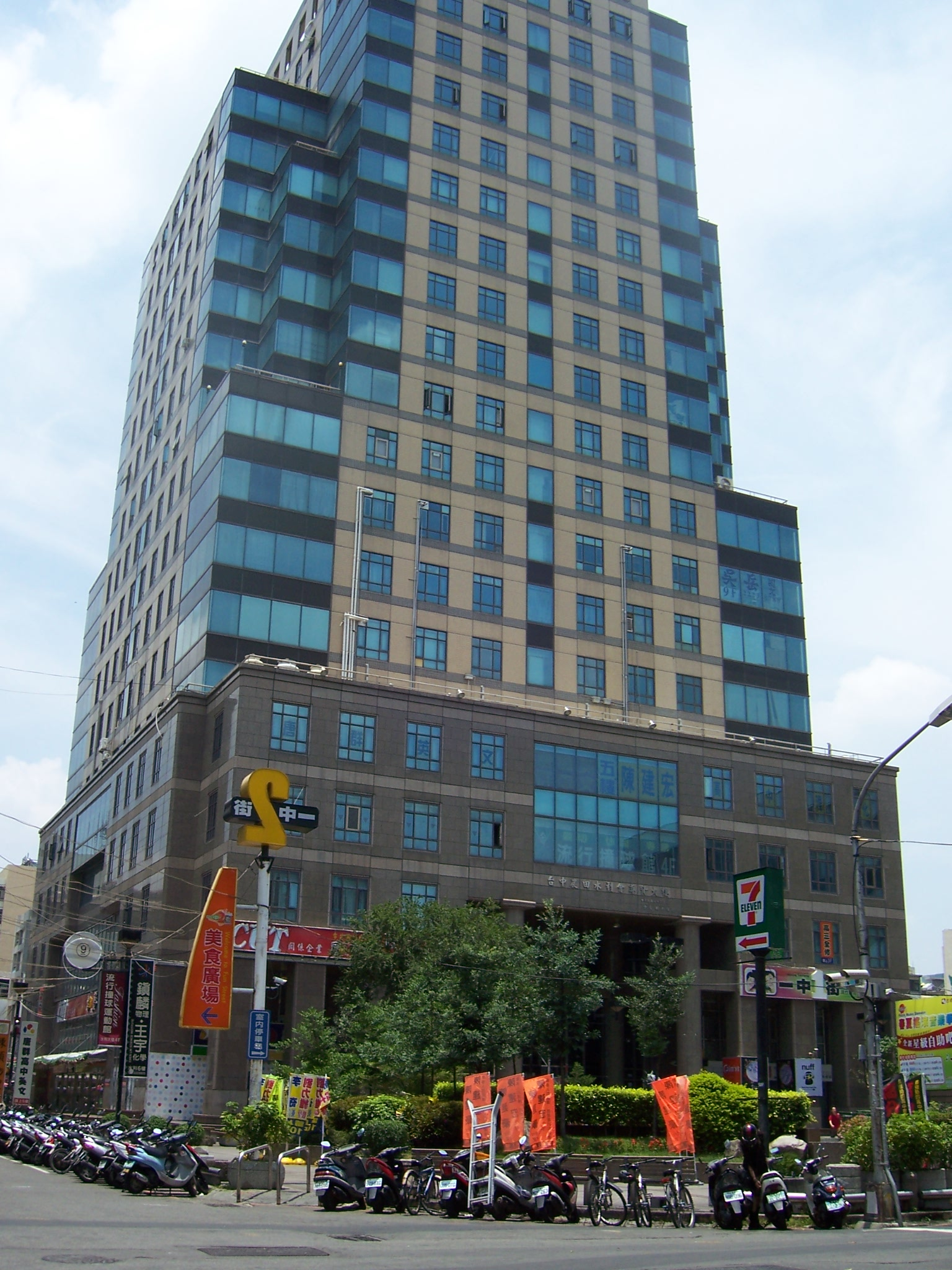
商圈內的台中農田水利會尊賢大樓（簡稱水利大樓）
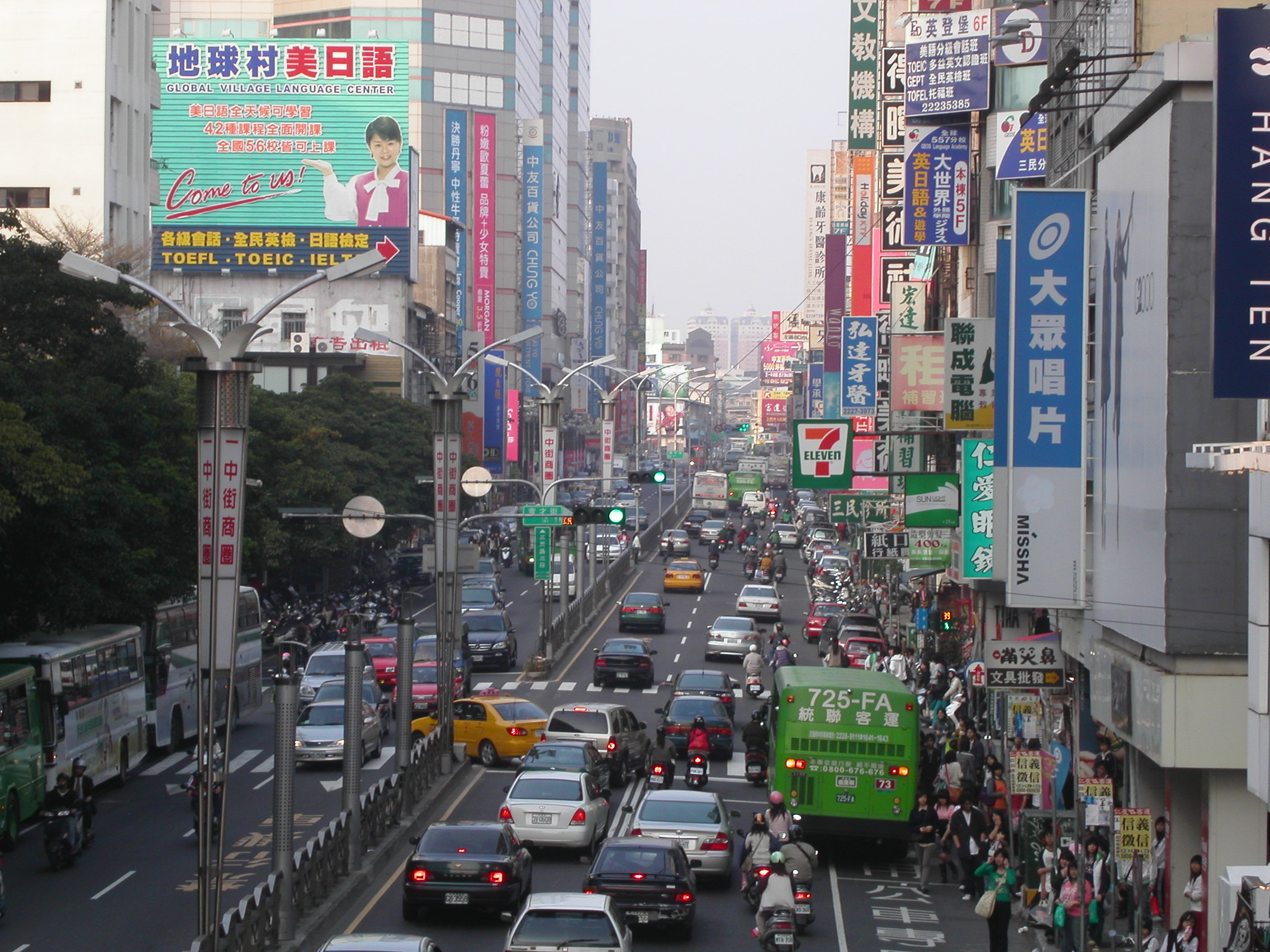
圖為往來人車眾多的三民路三段，左側為國立臺中科技大學及中友百貨，右側為一中商圈。
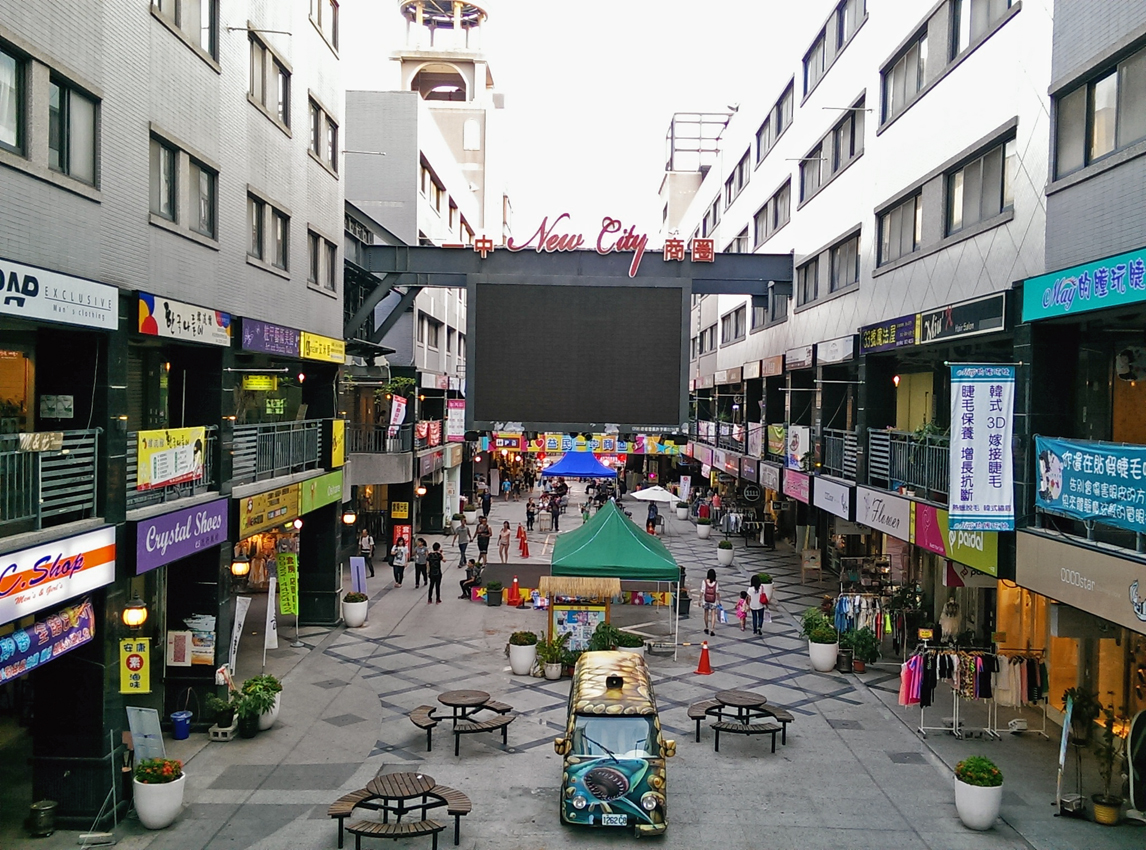
一中益民商圈
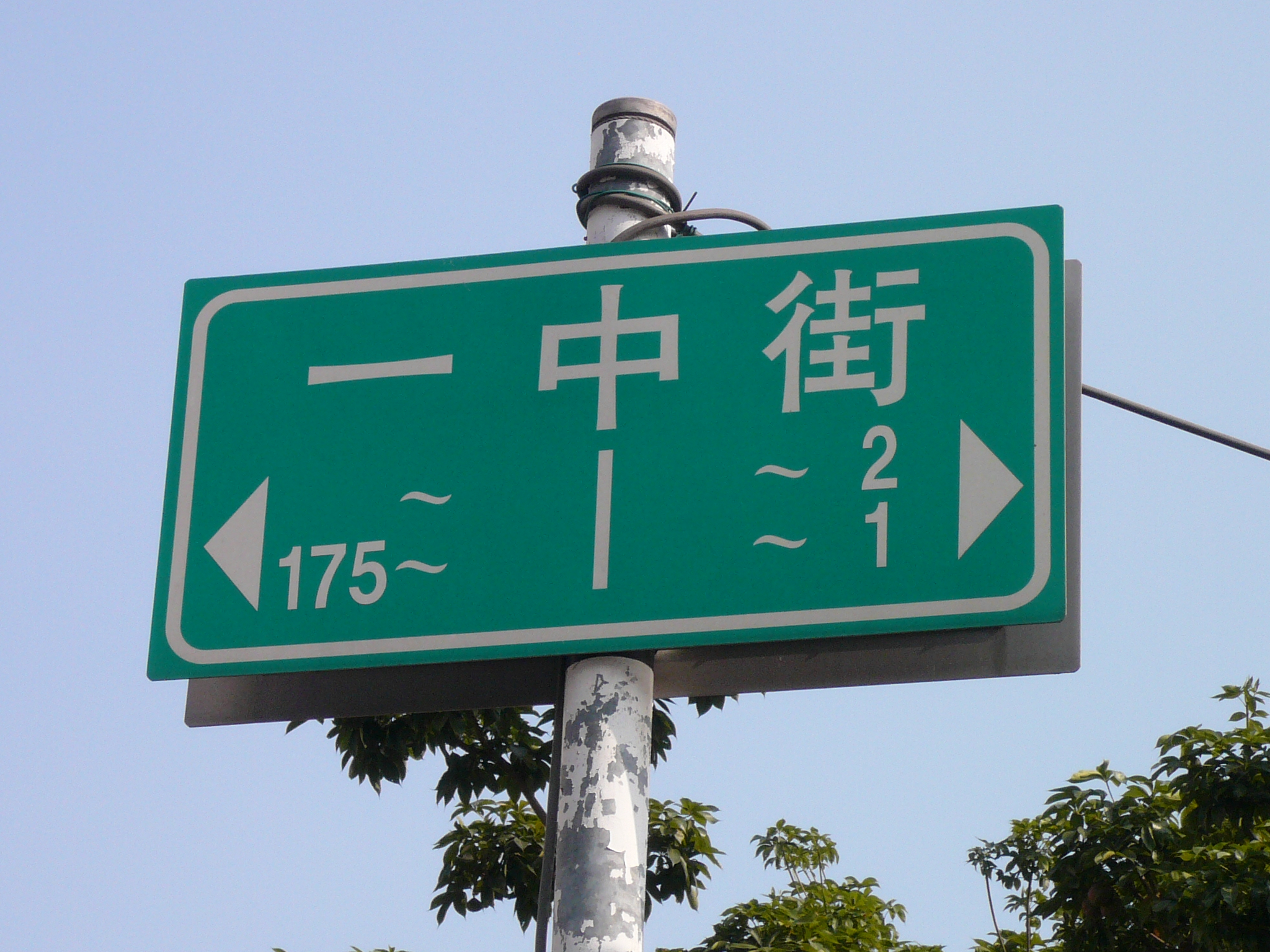
一中街標示牌

## 交通

### 臺中市公車
國立臺中科技大學、中友百貨、一心市場（三民路）
- 台中客運：6、8、12、14、14副、15、26、29、35、70、82、108、132、304、307、500、700跳蛙
- 統聯客運：61、73、303、308、326
- 全航客運：5、12、58、700跳蛙
- 豐原客運：12、203、280、286、288、289、900
- 中台灣客運：1、25、700
- 中鹿客運：21、99、105

臺中一中、臺灣體大游泳池、臺灣體大體育場（雙十路）
- 台中客運：41、131、142、154、163
- 統聯客運：50、56、59、81
- 豐原客運：270、271、276、277
- 東南客運：7
- 全航客運：65
- 中鹿客運：67
- 總達客運：246延
- 聯營：11

莒光新城（錦南街）
- 統聯客運：50、56、59、73、81、159
- 豐原客運：51、270、271、276、277
- 全航客運：65
- 中鹿客運：67、99
- 台中客運：131、154
- 總達客運：246延
- 聯營：11

中興堂（精武路）
- 台中客運：35、41、142、163、304、307
- 統聯客運：61、73、303、308、326
- 中鹿客運：21
- 中台灣客運：1、25
- 豐原客運：203、280、286、288、900
- 全航客運：58
- 國光客運：289
- 聯營：12

### 公共自行車
- 臺中孔廟：雙十路二段/力行路口
- 臺中一中：育才街/尊賢街口
- 北區太平國小：大誠街／太平路口（農糧署中分署旁）

## 外部連結
- （繁體中文）玩台中-一中商圈美食地圖 （页面存档备份，存于）
- （繁體中文）一中街線上逛街Q版地圖 （页面存档备份，存于）